# Visando (hérulo)
Visando (em latim: Visandus) foi um oficial bizantino de origem hérula, que esteve ativo durante o reinado do imperador Justiniano (r. 527–565). Aparece no verão de 538, quando compartilhou o comando de dois mil hérulos com Aluído e Faniteu na expedição sob o general Narses para apoiar Belisário em sua guerra na Itália. Mesmo com a reconvocação de Narses e a partida de parte do efetivo hérulo para Constantinopla em 539, permaneceu na Venécia auxiliando o general Vitálio. Perdeu sua vida com muitos outros hérulos em 540 na batalha contra o rei Ildibaldo (r. 540–541) perto de Treviso.